# Barcelona Open 2025 - Qualificazioni singolare
Le qualificazioni del singolare del Barcelona Open 2025 sono state un torneo di tennis preliminare per accedere alla fase finale. I vincitori dell'ultimo turno sono entrati di diritto nel tabellone principale. In caso di ritiro di uno o più giocatori aventi diritto a questi sono subentrati gli alternate, coloro che vengono ammessi al tabellone principale a causa dell'assenza di un lucky loser che possa sostituire il giocatore ritirato.

## Teste di serie
1. Benjamin Bonzi (primo turno)
2. Camilo Ugo Carabelli (ritirato)
3. Damir Džumhur (ultimo turno)
4. Mattia Bellucci (primo turno)
5. Mariano Navone (ritirato)
6. Hamad Međedović (qualificato)

1. Jacob Fearnley (ultimo turno)
2. Arthur Rinderknech (ultimo turno)
3. Corentin Moutet (ultimo turno)
4. Laslo Đere (qualificato)
5. Gabriel Diallo (ultimo turno)
6. Hugo Gaston (primo turno)

## Qualificati
1. Laslo Đere
2. Daniel Elahi Galán
3. Cameron Norrie

1. Ethan Quinn
2. Jesper de Jong
3. Hamad Medjedovic

## Tabellone

### Legenda
| - Q = Qualificato - WC = Wild card - LL = Lucky loser | - ALT = Alternate - SE = Special Exempt - PR = Protected Ranking | - w/o = Walkover - r = Ritirato - d = Squalificato |

### Sezione 1
|  | Primo turno | Primo turno    | Primo turno    | Primo turno | Primo turno |  |  | Ultimo turno | Ultimo turno  | Ultimo turno  | Ultimo turno | Ultimo turno |  |
|  |             |                |                |             |             |  |  |              |               |               |              |              |  |
|  | 1           | Benjamin Bonzi | Benjamin Bonzi | 2           | 4           |  |  |              |               |               |              |              |  |
|  | WC          | Daniel Rincón  | Daniel Rincón  | 6           | 6           |  |  | WC           | Daniel Rincón | Daniel Rincón | 3            | 5            |  |
|  |             | Federico Coria | Federico Coria | 5           | 0r          |  |  | 10           | Laslo Đere    | Laslo Đere    | 6            | 7            |  |
|  | 10          | Laslo Đere     | Laslo Đere     | 7           | 0           |  |  |              |               |               |              |              |  |

### Sezione 2
|  | Primo turno | Primo turno          | Primo turno          | Primo turno | Primo turno |  |  | Ultimo turno | Ultimo turno       | Ultimo turno       | Ultimo turno | Ultimo turno |  |
|  |             |                      |                      |             |             |  |  |              |                    |                    |              |              |  |
|  | Alt         | Nikoloz Basilashvili | Nikoloz Basilashvili | 3           | 3           |  |  |              |                    |                    |              |              |  |
|  |             | Daniel Elahi Galán   | Daniel Elahi Galán   | 6           | 6           |  |  |              | Daniel Elahi Galán | Daniel Elahi Galán | 7            | 6            |  |
|  | WC          | Leo Borg             | Leo Borg             | 5           | 61          |  |  | 7            | Jacob Fearnley     | Jacob Fearnley     | 5            | 4            |  |
|  | 7           | Jacob Fearnley       | Jacob Fearnley       | 7           | 7           |  |  |              |                    |                    |              |              |  |

### Sezione 3
|  | Primo turno | Primo turno      | Primo turno      | Primo turno | Primo turno |  |  | Ultimo turno | Ultimo turno   | Ultimo turno   | Ultimo turno | Ultimo turno |  |
|  |             |                  |                  |             |             |  |  |              |                |                |              |              |  |
|  | 3           | Damir Džumhur    | Damir Džumhur    | 7           | 6           |  |  |              |                |                |              |              |  |
|  | WC          | Max Alcalá Gurri | Max Alcalá Gurri | 64          | 0           |  |  | 3            | Damir Džumhur  | Damir Džumhur  | 6 5          | 6 6          |  |
|  |             | Cameron Norrie   | Cameron Norrie   | 6           | 6           |  |  |              | Cameron Norrie | Cameron Norrie | 7 7          | 7 8          |  |
|  | 12          | Hugo Gaston      | Hugo Gaston      | 2           | 3           |  |  |              |                |                |              |              |  |

### Sezione 4
|  | Primo turno | Primo turno     | Primo turno     | Primo turno | Primo turno |  |  | Ultimo turno | Ultimo turno | Ultimo turno | Ultimo turno | Ultimo turno |  |
|  |             |                 |                 |             |             |  |  |              |              |              |              |              |  |
|  | 4           | Mattia Bellucci | Mattia Bellucci | 2           | 4           |  |  |              |              |              |              |              |  |
|  |             | Borna Ćorić     | Borna Ćorić     | 6           | 6           |  |  |              | Borna Ćorić  | 6            | 4            | 3            |  |
|  | Alt         | Ethan Quinn     | 2               | 6           | 7           |  |  | Alt          | Ethan Quinn  | 2            | 6            | 6            |  |
|  | 9           | Corentin Moutet | 6               | 3           | 5           |  |  |              |              |              |              |              |  |

### Sezione 5
|  | Primo turno | Primo turno        | Primo turno    | Primo turno | Primo turno |  |  | Ultimo turno | Ultimo turno       | Ultimo turno       | Ultimo turno | Ultimo turno |  |
|  |             |                    |                |             |             |  |  |              |                    |                    |              |              |  |
|  | Alt         | Lloyd Harris       | Lloyd Harris   | 3           | 60          |  |  |              |                    |                    |              |              |  |
|  |             | Jesper de Jong     | Jesper de Jong | 6           | 7           |  |  |              | Jesper de Jong     | Jesper de Jong     | 6            | 7            |  |
|  |             | Jozef Kovalík      | 62             | 6           | 3           |  |  | 8            | Arthur Rinderknech | Arthur Rinderknech | 3            | 5            |  |
|  | 8           | Arthur Rinderknech | 7              | 2           | 6           |  |  |              |                    |                    |              |              |  |

### Sezione 6
|  | Primo turno | Primo turno      | Primo turno      | Primo turno | Primo turno |  |  | Ultimo turno | Ultimo turno     | Ultimo turno     | Ultimo turno | Ultimo turno |  |
|  |             |                  |                  |             |             |  |  |              |                  |                  |              |              |  |
|  | 6           | Hamad Medjedovic | 7                | 4           | 6           |  |  |              |                  |                  |              |              |  |
|  |             | Hugo Dellien     | 61               | 6           | 3           |  |  | 6            | Hamad Medjedovic | Hamad Medjedovic | 6            | 6            |  |
|  | WC          | Martín Landaluce | Martín Landaluce | 2           | 4           |  |  | 11           | Gabriel Diallo   | Gabriel Diallo   | 4            | 4            |  |
|  | 11          | Gabriel Diallo   | Gabriel Diallo   | 6           | 6           |  |  |              |                  |                  |              |              |  |